# ديفيد إل. نورتن
ديفيد إل. نورتن (بالإنجليزية: David L. Norton)‏ هو فيلسوف وكاتب أمريكي، ولد في 27 مارس 1930 في سانت لويس في الولايات المتحدة، وتوفي في 24 يوليو 1995.